# Industrie- und Handelskammer für Essen, Mülheim an der Ruhr, Oberhausen zu Essen
Die Industrie- und Handelskammer für Essen, Mülheim an der Ruhr, Oberhausen zu Essen ist eine deutsche Industrie- und Handelskammer mit Sitz in Essen.

## Bezirk
Der Kammerbezirk umfasst die Städte Mülheim an der Ruhr, Essen und Oberhausen mit 966.000 Einwohnern und einer Fläche von 379 km². Die IHK vertritt etwa 50.000 Unternehmen im Kammerbezirk.

## Geschichte

### Vorgeschichte
Seit 1838 bemühte sich der Assessor bei der Düsseldorfer Regierung, Christian Carl Quentin um die Einrichtung einer weiteren Handelskammer nach dem Vorbild der 1831 gebildeten Handelskammer Duisburg im Ruhrgebiet. Während sich die Bürgermeister der betroffenen Städte offen dafür zeigten, waren die Gewerbetreibenden auf einem Treffen am 19. Dezember 1839 skeptisch. Die Regierung blieb jedoch weiter aktiv und erreichte bei einem weiteren Treffen der Unternehmer am 5. Februar 1840 im Gasthof Bergfried in Mülheim an der Ruhr die Zustimmung der Handelskammereinrichtung. Allerdings sollten aus Sicht der Kaufmannschaft nun zwei Kammern gebildet werden: Eine in Mülheim und eine in Essen.

### Handelskammer Essen
Nachdem entschieden war, dass es eine gemeinsame Kammer für Essen, Werden und Kettwig geben sollte, wurde ein Statut ausgearbeitet und von den Kaufmannschaften der drei Städte gebilligt. Am 25. Oktober beantragte die Provinzialregierung daher beim preußischen Finanzministerium die Bildung einer Kammer für die Städte und Bürgermeistereien Essen, Werden und Kettwig. Der Finanzminister trug dem König am 12. November den Wunsch vor und mit Allerhöchster Kabinett-Ordre vom 28. November 1840 wurden Kammer und Statut genehmigt.
Nach dieser Ordre war wahlberechtigt, wer mindestens 30 Jahre alt war und seit 5 Jahren sein Gewerbe als selbstständiger Unternehmer betrieb. Dazu musste der Unternehmer in der Gewerbesteuerklasse A sein (in Essen reichte die Gewerbesteuerklasse B mit einer Gewerbesteuer von mindestens 12 Talern). Damit waren in Essen 40 Unternehmer wahlberechtigt, davon waren 32 in der Klasse A. In Werden und Kettwig waren zusammen 44 Kaufleute wahlberechtigt. Das Wahlrecht führte dazu, dass der Bergbau und die Aktiengesellschaften nicht in der Kammer vertreten waren. Am 15. Februar 1841 wurden die Mitglieder in Werden gewählt, die Essener Mitglieder etwa in der gleichen Zeit. Aus Essen wurden Carl Falkenburg und Carl Schulz, für Werden E. Teschemacher und Karl Hiegemann und für Kettwig Ernst Scheid als Mitglieder gewählt. Falkenburg war 1841/42 Präsident der Kammer dann folgte Schulz ihm nach.
Am 11. Februar 1848 wurde das Recht der Handelskammern in Preußen mit der „Verordnung über die Errichtung von Handelskammern“ neu geordnet. Für die Handelskammer Essen änderten sich nur Kleinigkeiten, wie die Öffentlichkeit der quartalsweise Kammersitzungen. Mit Erlass vom 15. Juni 1849 wurde die Zahl der Kammermitglieder auf 7 erhöht. 1864 wurde der Bezirk der Kammer auf den Kreis Essen ausgedehnt. Die Kammer bestand danach aus 12 Mitgliedern.
Ein spezifisches Thema für Essen war die Vertretung des Bergbaus in der Kammer. Erst mit Erlass vom 28. September 1863 wurden (von der Gewerbesteuer befreite) Bergbauunternehmen zur Kammerwahl zugelassen, wenn diese mindestens 75.000 Tonnen Kohle förderten.
Bedeutend war auch die Auswirkung des Handelkammergesetzes von 1870. Danach mussten die Wahlen zur Kammer nicht mehr von der Regierung bestätigt werden und die Aufgaben der Kammern wurden ausgeweitet. In Essen wurden die Regelungen des Gesetzes mit dem neuen Kammerstatut vom 11. Juli 1871 umgesetzt. Die Sitzungen erfolgten nun monatlich.
1880 wurde die Essener Börse der Aufsicht der Handelskammer Essen unterstellt, wobei sie eine Börsenordnung erhielt.
Die Novelle des Handelskammergesetzes von 1897 führte zu einer Änderung des Wahlverfahrens. Die (nun 20) Mitglieder der Kammer wurden in drei Bezirken (1: Stadt Essen; 2: Kettwig, Werden, Kupferdreh; 3: Altendorf, Altenessen, Borbeck, Rellinghausen, Steele, Stoppenberg) und dort jeweils in drei Abteilungen entsprechend den Gewerbesteuerklassen gewählt. Das führte zu einem starken Anstieg der Wahlberechtigten. Waren es 1849 noch 95 Wahlberechtigte so betrug deren Zahl 1910 bereits 899.

### Handelskammer Mülheim an der Ruhr
Zeitgleich mit der Handelskammer Essen wurde auch die Handelskammer Mülheim an der Ruhr 1840 gebildet. 1869 wurde auch Oberhausen in den Kammerbezirk einbezogen.

### Die Fusion
1896 regte Kammerpräsident Hanns Jencke bei den Beratungen über die Handelskammergesetznovelle den Zusammenschluss der Kammern im Ruhrgebiet an. Dies wurde nicht umgesetzt. Stattdessen wurde 1899 eine „Vereinigung von Handelskammern des niederrheinisch-westfälischen Industriebezirks“ gebildet, in der die Kammern in Essen, Bochum, Dortmund, Düsseldorf, Mülheim an der Ruhr und Ruhrort Mitglied wurden. Essen wurde Sitz der Geschäftsstelle.
In den Folgejahren wurden Gespräche über den Zusammenschluss der Kammern in Duisburg, Essen und Mülheim geführt. Duisburg lehnte dies ab (und übernahm 1905 die Kammer in Ruhrort), so dass die Gespräche zwischen Essen und Mülheim geführt wurden. 1910 war man sich einig geworden und der Vereinigungsvertrag am 5. Dezember 1910 von der Regierung genehmigt. Danach wurde Essen Sitz der vereinigten Kammer. Ab 1915 hatte Essen 20 Mitglieder in der Kammer und Mülheim/Oberhausen zusammen 15. Die konstituierende Sitzung der Handelskammer für Essen, Mülheim (Ruhr) und Oberhausen zu Essen fand am 7. Januar 1911 statt.

### Weitere Geschichte
Mit dem Handelskammergesetz der Weimarer Republik änderte sich die Bezeichnung von Handelskammer auf Industrie- und Handelskammer. In Essen lautete der Name dann Industrie- und Handelskammer für Essen, Mülheim an der Ruhr, Oberhausen zu Essen. Mit der Machtergreifung der Nationalsozialisten 1933 wurde die Kammer gleichgeschaltet. Die Selbstverwaltung der Wirtschaft wurde aufgehoben und das Führerprinzip eingeführt: Der Kammerpräsident wurde nun ernannt und ernannte seinerseits die Kammermitglieder. 1943 wurde die IHK dann aufgehoben und mit den Handwerkskammern in eine Gauwirtschaftskammer (hier die Gauwirtschaftskammer Essen) überführt. Nach dem Zweiten Weltkrieg wurden die Industrie- und Handelskammern wieder neu gebildet.

## Gebäude
Die Handelskammer Essen hatte ihren Sitz zunächst im Essener Rathaus. Nachdem dieses zu klein geworden war, wurde das Haus des jeweiligen Sekretärs genutzt. Danach wurden Räume gemeinsam mit der „Arenbergschen Actien-Gesellschaft“ genutzt. 1861 bis 1864 wurden Räume im Knappschaftsgebäude angemietet. Nach einigen weiteren Umzügen wurde im Dezember 1901 ein eigenes Gebäude (Bismarckplatz/Ecke Huyssenstraße) bezogen. Heute hat die IHK ihren Sitz in einem Bürogebäude Am Waldthausenpark 2.

## Persönlichkeiten

### Präsidenten der Handelskammer Essen
- Kaufmann Carl Falkenburg 1841–1842
- Kaufmann Carl Schulz 1843
- Kaufmann Heinrich Theodor Sölling 1844–1847
- Kommerzienrat Ernst von Waldthausen 1848–1883
- Kaufmann Carl Julius Schulz 1883–1884
- Geheimer Finanzrat Hanns Jencke 1885–1902
- Landrat a. D. Max Rötger 1903–1909
- Geheimer Kommerzienrat Carl Funke 1910

### Präsidenten der Handelskammer Mülheim (ab 1869 Mülheim und Oberhausen)
- Webereibesitzer Caspar Troost 1841–1846
- Kaufmann Hermann Heinrich von Eicken 1846–1849
- Fabrikbesitzer Christian Coupienne 1850–1853
- Kaufmann Hermann Krabb 1853–1854
- Fabrikbesitzer Christian Coupienne 1854–1872
- Reedereibesitzer Johann Gustav Stinnes 1873–1878
- Bankier Gustav Hanau 1878–1881
- Direktor Carl Lueg 1882–1883
- Bankier Gustav Hanau 1884–1891
- Kommerzienrat Josef Zerwes 1892–1901
- Kaufmann Hermann Thielen 1901–1910

### Vereinigte Kammer zu Essen
- Geheimer Kommerzienrat Carl Funke 1911–1912
- Geheimer Finanzrat Alfred Hugenberg 1913–1919
- Geheimer Oberregierungsrat Otto Wiedfeldt 1919–1921
- Generaldirektor Ernst Tengelmann 1922–1942
- Generaldirektor Eugen Vögler (Gauwirtschaftskammer) 1943–1945
- Generaldirektor Theo Goldschmidt 1945–1953
- Bergassessor a. D Friedrich Wilhelm Ziervogel 1953–1957
- Direktor Ernst Hilbert 1958–1960
- Bankier Gotthard Freiherr von Falkenhausen 1960–1969
- Vorstandsvors. der GHH Dietrich Wilhelm von Menges 1969–1977
- Vorstandsvors. der Th. Goldschmidt AG Curt Edeling 1977–1986
- Vorstandsvors. der Ferrostaal AG Hans Singer 1986–1998
- Bauunternehmer Dirk Grünewald 1998–2013[1]
- Jutta Kruft-Lohrengel 2013–heute